# عبدالرحمان ابریر
عبدالرحمان ابریر (فرانسوی: Abderrahman Ibrir‎; ۱۰ نوامبر ۱۹۱۹ – ۱۸ فوریهٔ ۱۹۸۸) بازیکن و مربی فوتبال اهل فرانسه بود.
از باشگاه‌هایی که در آن بازی کرده‌است می‌توان به باشگاه فوتبال بوردو، باشگاه فوتبال المپیک مارسی، و باشگاه فوتبال تولوز اشاره کرد.
وی همچنین در تیم‌های ملی فوتبال فرانسه FLN بازی کرده‌است.